# New York Film Critics Circle Awards 2001
La 67ª edizione della cerimonia dei New York Film Critics Circle Awards, annunciata il 13 dicembre 2001, si è tenuta il 6 gennaio 2002 ed ha premiato i migliori film usciti nel corso del 2001.

## Vincitori e candidati

### Miglior film
- Mulholland Drive (Mulholland Dr.), regia di David Lynch
- Gosford Park, regia di Robert Altman
- In the Bedroom, regia di Todd Field

### Miglior regista
- Robert Altman - Gosford Park
- David Lynch - Mulholland Drive (Mulholland Dr.)
- Todd Field - In the Bedroom

### Miglior attore protagonista
- Tom Wilkinson - In the Bedroom
- Jim Broadbent - Iris - Un amore vero (Iris)
- Denzel Washington - Training Day

### Miglior attrice protagonista
- Sissy Spacek - In the Bedroom
- Naomi Watts - Mulholland Drive (Mulholland Dr.)
- Tilda Swinton - I segreti del lago (The Deep End)

### Miglior attore non protagonista
- Steve Buscemi - Ghost World
- Ben Kingsley - Sexy Beast - L'ultimo colpo della bestia (Sexy Beast)
- Brian Cox - L.I.E.

### Miglior attrice non protagonista
- Helen Mirren - Gosford Park
- Maggie Smith - Gosford Park
- Scarlett Johansson - Ghost World

### Miglior sceneggiatura
- Julian Fellowes - Gosford Park
- Christopher Nolan - Memento
- Wes Anderson ed Owen Wilson - I Tenenbaum (The Royal Tenenbaums)

### Miglior film in lingua straniera
- In the Mood for Love (花樣年華), regia di Wong Kar-wai • Francia/Hong Kong
- No Man's Land (Ničija zemlja), regia di Danis Tanović • Bosnia ed Erzegovina
- Amores perros, regia di Alejandro González Iñárritu • Messico

### Miglior film di saggistica
- Les glaneurs et la glaneuse, regia di Agnès Varda
- Startup.com, regia di Jehane Noujaim e Chris Hegedus
- The Endurance, regia di George Butler

### Miglior film d'animazione
- Waking Life, regia di Richard Linklater
- Shrek, regia di Andrew Adamson e Vicky Jenson
- Monsters & Co. (Monsters, Inc.), regia di Pete Docter, Lee Unkrich e David Silverman

### Miglior fotografia
- Christopher Doyle e Pin Bing Lee - In the Mood for Love (花樣年華)
- Roger Deakins - L'uomo che non c'era (The Man Who Wasn't There)
- Peter Deming - Mulholland Drive (Mulholland Dr.)

### Miglior opera prima
- Todd Field - In the Bedroom
- Terry Zwigoff - Ghost World
- Danis Tanović - No Man's Land (Ničija zemlja)
- Jonathan Glazer - Sexy Beast - L'ultimo colpo della bestia (Sexy Beast)

### Menzione speciale
- Le versioni restaurate di Lola - Donna di vita (Lola) e La grande peccatrice (La baie des anges) di Jacques Demy